# Північні луо
Північні луо — група споріднених народів, які живуть у Південному Судані (від липня 2011 року незалежна держава). До них належать: шиллук, ануак, бурун та мабан, а також луо (джур), тури (кат, шатт) і бор. Мови північних луо належать до нілотських мов (східносуданська сім'я ніло-сахарської макросім'ї мов). Більшість північних луо зберігає традиційні вірування (культ сил природи, культ предків), частина — мусульмани. Основне заняття — скотарство.